# ベルギー・ギィデ交響吹奏楽団
ベルギー・ギィデ交響吹奏楽団（ベルギー・ギィデこうきょうすいそうがくだん、フランス語: Musique Royale des Guides Belges、オランダ語: Koninklijke Muziekkapel Van De Gidsen、英語: Royal Symphonic Band of the Belgian Guides）は、ベルギーの王立近衛部隊に所属する王立近衛軍楽隊。

## 概要
ベルギーの初代国王レオポルド1世の私有楽団として、1832年8月16日に創設された。1929年にはアメリカに演奏旅行を行い、ホワイトハウスでフーヴァー大統領に表敬演奏を行っている。
現在は、ベルギー国内の王立音楽院をプルミエ・プリ（首席）で卒業した84名の演奏者で構成されている。軍楽隊としてはこの吹奏楽団の他に、22名編成のクレーロン(Clairon)鼓隊を有している。
演奏行進等ではドラムメジャーの指揮杖は用いず、代わりにクレーロン鼓隊長の持つクレーロンで各動作の指示を行う。これは当楽団がかつて騎兵軍楽隊として、馬上で演奏していた事に由来を持つ。
楽長、副楽長、クレーロン鼓隊長を含め総員役110名の音楽家が軍楽隊に所属している。前述のクレーロン鼓隊と共に、所謂フランス式の器楽編成を採用しており、煌びやかで壮大な音作りが特徴のひとつとなっている。
王室行事を中心とする公式行事での演奏だけでなく、一般向けの演奏会や放送用録音も多く行っており、ヨーロッパ各地のミリタリー・タトゥー(軍楽祭)の参加や、商業録音の演奏も数多く手がけており、ルネ・ガイ、デ・ハスケ、ハファブラ・ミュージック、東芝EMIといったレーベルから多数のレコードやCDがリリースされている。
行進曲やクラシックのみならず、ベルギー国内外の近現代作曲家による吹奏楽作品の新規作品の演奏や録音も積極的に行い、その高い演奏技術とともに高く評価されている。

## 歴代指揮者
- ジャン＝ヴァランタン・バンデール（1832年 - 1873年）
- ジャン＝フレデリク・スター（1873年 - 1892年）
- ジャン＝ジュリアン・シマール（1892年 - 1901年）
- レオン・ワルポー（1901年 - 1918年）
- アルテュール・プレヴォー（1918年 - 1945 年）
- ルネ・ド・シュナンク（1945年 - 1946年）
- フランツ・ワンジェルメ（1946年 - 1948年）
- シモン・プラン（1948年 - 1957年）
- カレル・トルフ（1957年 - 1961年）
- イヴォン・デュセーヌ（1962年 - 1985年）
- ノルベール・ノジー（1985年 - 2003年）
- フランソワ・ド・リデル（2003年 - 2007年）
- ディルク・アケー（2007年 - 2008年）
- イヴ・セヘルス（2008年 - ）